# Actinotia obscura
Actinotia obscura är en fjärilsart som beskrevs av Tutt 1891. Actinotia obscura ingår i släktet Actinotia och familjen nattflyn. Inga underarter finns listade i Catalogue of Life.